# Lokaltidningen (gratistidningar)
Lokaltidningen Mediacenter AB är en av de större svenska utgivarna av gratismedia. Bolaget ägdes till 2019 av Politikens Lokalaviser A/S i Danmark.

## Bonnier blir ägare
Bonnier news, där HD-Sydsvenskan ingår, köpte 2019 Lokaltidningen. Syftet med affären är att stärka positionen på den skånska tidningsmarknaden. – Förvärvet är ett naturligt steg för oss strategiskt och kommer att ytterligare stärka vår närvaro i södra Sverige, säger Anders Eriksson, VD på Bonnier News och HD-Sydsvenskan.
Företagets primära verksamhet består i utgivning av tidningar under namnet Lokaltidningen, i södra Sverige. Tidningarna har en sammanlagd upplaga på över 500 000 exemplar.
Lokaltidningen utkommer veckovis med en räckvidd på ca 550.000 läsare i Sverige i pappersversioner och digitalt. Den hade 2019 28 editioner som täckte 41 kommuner framförallt i Skåne, men finns också i Östergötland och Småland. Lokaltidningen hade 2019 90 anställda, varav hälften inom redaktion och produktion med placering i Burlöv och annonsverksamhet fördelat på nio lokala kontor.
I Sverige ges tidningarna ut med namnet Lokaltidningen som huvudtitel och det aktuella ortsnamnet som undertitel. Det svenska bolaget Lokaltidningen Mediacenter AB driver centralredaktionen i Burlöv. Gemensam för alla utgivningsorterna är den dagligen uppdaterade nyhetssajten lokaltidningen.se.
2020 sålde Sydsvenskan Lokaltidningen Växjö och Alvesta. Förvärvare av Lokaltidningens edition i Växjö & Alvesta är dess tidningschef Cecilia Petersson. Samma år sålde HD-Sydsvenskan Östgötatidningen till dess tidningschef Åsa Brage.
| Tidning                                      | Distributionsområde                              | Upplaga                     |
| -------------------------------------------- | ------------------------------------------------ | --------------------------- |
| Kävlinge nya, Lokaltidningen                 | Kävlinge och Lomma kommuner                      | 27 800 (inkl. Lommabladet)  |
| Lokaltidningen, Avenyn/Hässleholm med omnejd | Hässleholm med omnejd                            | 25 540                      |
| Lokaltidningen, Bjuv/Klippan/Perstorp/Åstorp | Bjuvs, Klippans, Perstorps och Åstorps kommuner  | 25 100                      |
| Lokaltidningen, Båstad                       | Båstads kommun                                   | 6 650 (10 000 på sommaren)  |
| Lokaltidningen, Helsingborg                  | Helsingborgs kommun                              | 63 000                      |
| Lokaltidningen, Höganäs                      | Höganäs kommun                                   | 12 700                      |
| Lokaltidningen, Kristianstad                 | Kristianstads, Bromölla och Sölvesborgs kommuner | 49 000                      |
| Lokaltidningen, Laholm/Örkelljunga           | Laholms och Örkelljunga kommuner                 | 17 500                      |
| Lokaltidningen, Landskrona                   | Landskrona kommun                                | 24 500                      |
| Lokaltidningen, Ljungby                      | Ljungby kommun                                   | 13 800                      |
| Lokaltidningen, Lund                         | Lunds kommun                                     | 58 000                      |
| Lokaltidningen, Mellanskåne                  | Eslövs, Höörs och Hörby kommuner                 | 28 365                      |
| Lokaltidningen, Skurup                       | Skurup                                           |                             |
| Lokaltidningen, Svalöv                       | Svalövs kommun                                   | 6 500                       |
| Lokaltidningen, Svedala                      | Svedala kommun                                   |                             |
| Lokaltidningen, Trelleborg                   | Trelleborgs och Vellinge kommuner                | 37 000                      |
| Lokaltidningen, Vellinge - Näset             |                                                  |                             |
| Lokaltidningen, Ängelholm                    | Ängelholms kommun                                | 22 500                      |
| Lommabladet, Lokaltidningen                  | Kävlinge och Lomma kommuner                      | 27 800 (inkl. Kävlinge nya) |
| Malmömagasinet, Lokaltidningen               | Malmö kommun                                     | 65 050                      |
| Västbo Andan, Lokaltidningen                 | Gislaveds och Gnosjö kommuner                    | 22 391                      |